# Puerto del Higo
Puerto del Higo är ett samhälle i kommunen Luvianos i delstaten Mexiko i Mexiko. Puerto del Higo hade 138 invånare vid folkräkningen år 2020.